# Battaglia di Azaz
Nella battaglia di Azaz del dì 11 giugno 1125, le forze degli Stati crociati comandate dal re Baldovino II di Gerusalemme sconfissero l'esercito dei Turchi Selgiuchidi guidato da Aq Sunqur al-Bursuqi e liberarono dall'assedio la città (una fonte afferma che il combattimento ebbe luogo il 13 giugno).

## Contesto storico
Joscelin I di Edessa aveva conquistato Azaz, nella Siria del nord, sconfiggendo l'atabeg di Aleppo, nel 1118.
L'anno successivo i crociati, guidati da Ruggero di Salerno subirono una grave sconfitta nella Battaglia dell'Ager Sanguinis; nel 1123 re Baldovino II di Gerusalemme fu catturato durante una ricognizione nella Contea di Edessa.
Nel 1124 Baldovino II fu rilasciato e quasi immediatamente, l'8 ottobre dello stesso anno, strinse d'assedio Aleppo.
Ciò attirò l'attenzione di al-Bursuqi, l'atabeg selgiuchide di Mosul, che mosse verso sud per aiutare Aleppo che, nel gennaio 1125, era quasi arrivata al punto di arrendersi dopo tre mesi di assedio.
Nonostante la città fosse «il più grande premio che la guerra poteva offrire», Baldovino cautamente si ritirò senza combattere.

## La battaglia
Successivamente, al-Bursuqi (che aveva ricevuto rinforzi anche da Toghtigin di Damasco) assediò la città di Azaz, a nord di Aleppo, in territorio appartenente alla Contea di Edessa.
Baldovino II, Joscelin I e Ponzio di Tripoli, con 1 100 cavalieri provenienti dai loro rispettivi territori (inclusa Antiochia dove Baldovino era reggente) e 2 000 fanti, incontrarono al-Bursuqi alle porte di Azaz, dove l'atabeg selgiuchide aveva radunato una grande forza.
L'esercito crociato, ripartito in tredici distaccamenti, avanzò su tre fronti: a destra i cavalieri di Antiochia, nel centro quelli di Tripoli e di Edessa, a sinistra le forze del re di Gerusalemme.

Pressato da vicino dal nemico, Baldovino finse abilmente di ritirarsi, attirando i Selgiuchidi lontano da Azaz, in campo aperto, dove con un rapido voltafaccia passò all'attacco, facendo a pezzi l'esercito dei Selgiuchidi, che persero quindici emiri e diverse migliaia di uomini. Anche il loro campo fu catturato da Baldovino, che prese abbastanza bottino da riscattare i prigionieri in mano ai Selgiuchidi (compreso il futuro Joscelin II di Edessa).

## Conseguenze
Oltre a mantenere il controllo su Azaz, questa vittoria fece riguadagnare ai crociati molta dell'influenza che avevano perso dopo la loro sconfitta all'Ager Sanguinis nel 1119.
Baldovino progettava di attaccare ancora Aleppo, ma Antiochia, che era passata a Boemondo II quando questi era divenuto maggiorenne nel 1126, cominciò a combattere con Edessa ed il progetto fu abbandonato.
Il controllo dei Crociati sul nord della Siria cominciò a diminuire nel 1128 quando Aleppo e Mosul furono unite sotto il forte governo di Zangi.